# Newcastle-Krankheit

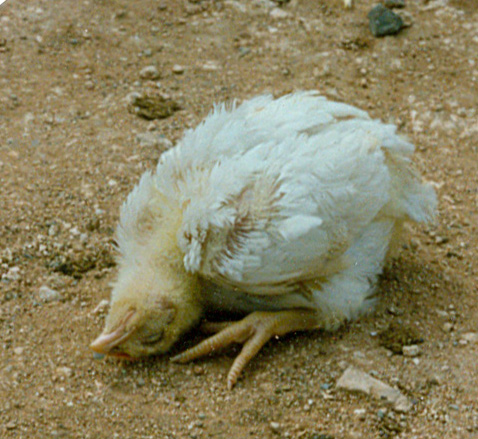
Torticollis (Schiefhals) bei einem Küken mit ND

Die Newcastle-Krankheit (engl.: Newcastle Disease (ND) oder Pseudo Fowlpest) ist eine weltweit verbreitete, außerordentlich ansteckende und anzeigepflichtige Viruserkrankung der Vögel. Das Krankheitsbild erinnert an die Geflügelpest („Vogelgrippe“), daher wird die Newcastle-Krankheit in Fachkreisen auch als atypische Geflügelpest bezeichnet. Die Erkrankung wurde in Europa erstmals 1927 in Newcastle upon Tyne nachgewiesen.

## Erreger

Genomkarte der Gattung Orthoavulavirus, Unterfamilie Avulavirinae

Erreger der Newcastle-Krankheit ist das Newcastle-Disease-Virus (NDV), ein Subtyp des Avian paramyxovirus 1 (APMV1; Spezies Orthoavulavirus javaense) der 2001 neu geschaffenen  Gattung Orthoavulavirus (ursprünglich Avulavirus) aus der Familie Paramyxoviridae.
NDV ist eng mit dem Erreger der Paramyxovirose verwandt. Ursprünglich rechnete man NDV der Gattung Rubulavirus zu, der auch die Erreger des Mumps des Menschen und des Zwingerhustens der Hunde angehören.
NDV ist ein Einzelstrang-RNA-Virus negativer Polarität ((-)ssRNA).
An NDV erkranken in erster Linie Hühner und Truthühner aller Altersgruppen, gelegentlich aber auch Tauben, Gänse, Enten, Fasane, Rebhühner, Wachteln und Strauße. Auch bei Pinguinen, Raben, Papageien und Kanarienvögeln kann die Krankheit auftreten. Beim Menschen rufen die Viren in Einzelfällen eine Bindehautentzündung hervor.

## Übertragungswege
Infizierte Tiere scheiden die Newcastle-Viren in großen Mengen über Kot, Körperflüssigkeiten, Nasen-, Rachen-, Augensekret und Atemluft aus. Daher können sich die Erreger sowohl unmittelbar von Tier zu Tier als auch über die Luft verbreiten, ferner über Eier, Frisch- und Gefrierfleisch sowie Trockenei. Die Viren können in Tiefkühlkost bis zu einem halben Jahr, in Trockenei sogar mehrere Jahre überdauern.
Werden infizierte, aber noch nicht erkrankte Tiere, deren Eier oder Fleischprodukte transportiert, können die Viren auch durch Käfige oder Verpackungsmaterial verschleppt werden. Auch Stallstaub, der an Schuhen, Kleidung oder Fahrzeugreifen haftet, kann die Viren von Hof zu Hof verbreiten.

## Symptome

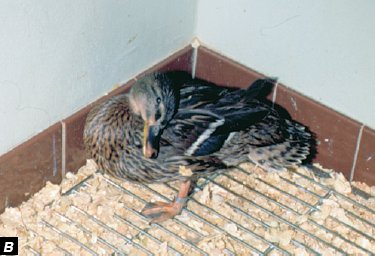
Torticollis bei einer Stockente mit ND

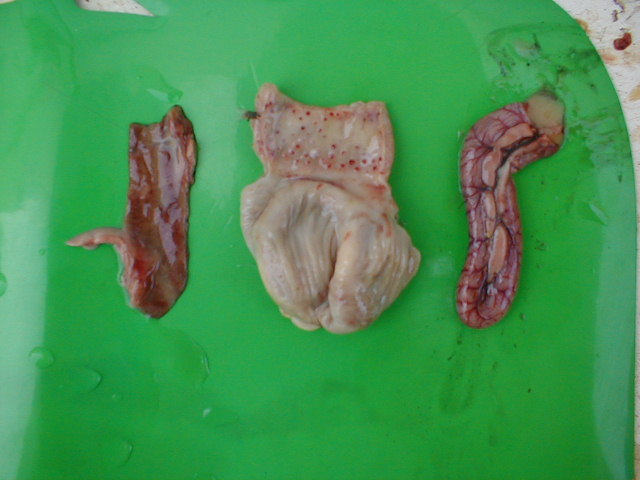
Petechien in Proventriculus und Muskelmagen sowie Enteritis bei Newcastle-Krankheit

Das Krankheitsbild der Newcastle-Krankheit weist zunächst zahlreiche unspezifische Veränderungen in Verhalten und Erscheinungsbild der Tiere auf, wie sie auch bei anderen akuten Infektionen auftreten:
- drastischer Rückgang der Legeleistung und dünnschalige bis schalenlose Eier
- hohes Fieber bis 43 °C
- Apathie und Appetitlosigkeit
- wässriger, eventuell blutiger Durchfall
- Atemnot; Schnabel und Augen sind mit zähem Schleim bedeckt
- Durchblutungsstörungen, häufig mit dunkler Kamm-Verfärbung
- hohe Sterblichkeit binnen fünf Tagen nach Auftreten der Symptome

Die Inkubationszeit beträgt vier bis sechs Tage. Bei rascher Ausbreitung innerhalb des Bestands können Todesfälle auch ohne vorher erkennbare Symptome auftreten.
Die Viren befallen Lunge, Darm und Zentralnervensystem und können u. a. punktförmige Blutungen auf der Magenschleimhaut, insbesondere um die Ausführungsgänge der Magendrüsen, verursachen.
In seltenen Fällen kann bei Menschen, die in engem Kontakt mit erkrankten Tieren stehen, eine Entzündung der Bindehaut des Auges auftreten.

## Bekämpfung
Stellt ein Veterinäramt die Newcastle-Krankheit fest, wird in der Regel ein Sperrgebiet für Geflügel in einem Radius von mindestens drei Kilometern eingerichtet. Das Geflügel in diesem Gebiet muss zum Schutz vor einer Ausbreitung der Seuche auf Anweisung des Veterinäramtes drei Wochen lang im Stall bleiben. Züchter müssen ihre Bestände melden. Zudem kann auch ein Beobachtungsgebiet von mindestens doppelt so großem Radius eingerichtet werden. Infizierte Tiere müssen sofort getötet werden. Betroffene Ställe, Gebäude und Transportfahrzeuge werden desinfiziert. Den Tierhaltungen werden gegebenenfalls zusätzliche Personen- und Verkehrsbeschränkungen auferlegt.

## Vorbeugung
In Deutschland schreibt die Geflügelpest-Verordnung eine regelmäßige Impfung gegen die Newcastle-Krankheit für jeden Hühner- und Truthühnerbestand vor. Dies gilt auch für Privatleute, die nur wenige Hühner halten. Die Impfung erfolgt in der Regel über das Trinkwasser.
Hühner oder Truthühner dürfen in Deutschland nur dann von einem Geflügelbestand in einen anderen abgegeben oder auf Geflügelmärkten, Geflügelschauen und ähnlichen Veranstaltungen ausgestellt werden, wenn sie von einer tierärztlichen Bescheinigung begleitet sind, aus der hervorgeht, dass der Herkunftsbestand der Tiere (im Falle von Eintagsküken der Elterntierbestand) regelmäßig gegen die Newcastle-Krankheit geimpft wurde.

## Impfung
Zur Impfung von Vögeln gegen das Newcastle-Virus gibt es verschiedene Stämme. Diese unterscheiden sich in ihrer Wirkung auf die Impftiere:
- Avirulent: keine Erkrankung durch die Impfung
- Lentogenic: gering virulent, geringe Sterblichkeit, verminderte Eiproduktion
- Mesogenic: moderat virulent, Sterblichkeit bis 50 %, fehlende Eiproduktion
- Velogenic: hohe Virulenz, schwere Erkrankung mit hoher Sterblichkeit durch die Impfung.[6]

Für den praktischen Einsatz ist die Thermolabilität, also die Empfindlichkeit des Impfstamms gegen Erwärmung, zum Beispiel durch die Unterbrechung der Kühlkette auf dem Transport, wichtig.
Nach einer Publikation der FAO werden folgende Virusstämme zur Impfung verwendet:
- F Lentogenic. Wird üblicherweise für junge Küken verwendet, kann aber auch für Hühner jeden Alters gebraucht werden.
- B1 Lentogenic. Etwas virulenter als Stamm F. Wird als Impfung für Hühner jeden Alters verwendet
- La Sota Lentogenic. Verursacht häufig Atemwegssymptome nach der Impfung. Wird gerne als Boosterung nach einer Impfung mit Stamm F oder Stamm B1 verwendet.
- V4 Avirulent. Verwendung für Hühner allen Alters
- V4-HR Avirulent. Thermostabile, wärmeresistente Variante von Stamm V4. Verwendbar für Hühner aller Altersstufen
- I-2 Avirulent. Ebenfalls thermostabil, für Hühner jeden Alters
- Mukteswar Mesogenic. Ein invasiver Stamm, der als Boosterung nach Impfung verwendet wird. Kann Nebenwirkungen haben in Form von Atemwegssymptomen, Gewichtsverlust, verminderte Eiproduktion. Einige Tiere sterben. Die Impfung muss durch Injektion erfolgen.
- Komarov Mesogenic. Etwas weniger pathogenen als Stamm Mukteswar. Verwendung als Boosterung. Der Impfstoff muss injiziert werden.

## Das Newcastle-Virus in der Krebstherapie
Seit einigen Jahren wird versucht, Tumorerkrankungen zu heilen, indem man die Patienten mit speziellen Viren infiziert, die Tumorzellen selektiv abtöten. Auch wenn bisher keines dieser Verfahren für die Anwendung am Menschen zugelassen ist, so wecken die bisherigen Ergebnisse doch Hoffnungen.
Im Jahr 1999 wurden vielversprechende Resultate mit einem abgeschwächten Stamm des Newcastle-Virus mit dem Codenamen MTH-68 bei Krebspatienten erzielt. Anscheinend befällt das Virus bevorzugt verschiedene Tumorzellen und vermehrt sich darin, während es normale Körperzellen fast unberührt lässt. Im Jahr 2006 waren Wissenschaftler der Hebrew University erfolgreich bei der Isolation einer Variante des Newcastle-Virus mit dem Kodenamen NDV-HUJ. Sie behandelten 14 Patienten mit Glioblastom und bewerteten die Ergebnisse als vielversprechend. Im Jahr 2011 modifizierten Forscher des Memorial Sloan-Kettering Cancer Center und der Icahn School of Medicine at Mount Sinai das Newcastle-Virus mit dem viralen Protein NS1. Dieses modifizierte Virus vermehrte sich in Krebszellen, welche den antiapoptotischen Factor Bcl-xL überexprimierten. Die Verhinderung der Apoptose, zum Beispiel durch Bcl-Xl, ist ein wesentlicher Mechanismus bei der Entwicklung von Tumorerkrankungen und könnte eine selektive Bekämpfung von Tumorzellen ermöglichen.